# Hard Boiled (film 1992)
Hard Boiled (辣手神探S, Lashou ShentanP; letteralmente "La mano rovente del dio dei poliziotti"), è un film del 1992 scritto, montato e diretto da John Woo, l'ultimo film girato nella sua patria Hong Kong, prima del suo trasferimento ad Hollywood.

## Trama
Il sergente della polizia di Hong Kong, Yuen (soprannominato Tequila per la sua passione per il liquore messicano) tenta di arrestare un gruppo di trafficanti di armi in una sala da tè. Tuttavia durante il tentativo il suo amico e collega Benny viene ucciso e i trafficanti riusciranno a fuggire.
Durante le sue indagini per scoprire la base dei criminali, Yuen trova una fabbrica abbandonata, dove incontrerà un feroce criminale in ascesa di nome Alan, che in un confronto faccia a faccia gli risparmierà la vita. A questo punto Yuen decide di trovare informazioni su Alan, scoprendo che in realtà è un agente sotto copertura. I due decidono di collaborare visto il loro obiettivo comune, smantellare il traffico illecito di armi. Con l'aiuto di un altro infiltrato scopriranno il secondo magazzino segreto di armi, l'ospedale, dove avrà luogo una vera e propria guerra fra la banda criminale e i due agenti.

## Opere correlate
La pellicola non ebbe mai un seguito, tuttavia ne venne realizzato un videogioco per PlayStation 3 e Xbox 360, chiamato Stranglehold e prodotto dalla Midway Games in collaborazione con John Woo.

## Curiosità
La sparatoria all'ospedale contiene uno dei piani sequenza più lunghi mai girati per un film d'azione: ben 2 minuti e 49 secondi (in realtà la sparatoria in questione contiene due piani sequenza: è presente un taglio mentre la macchina da presa si sposta verso sinistra, dopo che il poliziotto davanti all'ascensore viene ucciso. Si può anche notare che un corpo presente al suolo è assente all'inizio del secondo piano sequenza).